# Sielow
Sielow, niedersorbisch Žylow, ist ein Ortsteil der Stadt Cottbus in Brandenburg. Bis zur Eingemeindung nach Cottbus am 6. Dezember 1993 war Sielow eine eigenständige Gemeinde.

## Geografie
Der Ort liegt in der Niederlausitz, rund fünf Kilometer nordwestlich des Cottbuser Stadtzentrums. Umliegende Ortschaften sind Dissen im Norden, Döbbrick im Nordosten, Skadow im Osten, Schmellwitz im Südosten, die Windmühlensiedlung im Süden, Zahsow im Südwesten, Gulben im Westen und Briesen im Nordwesten. Zum Ortsteil Sielow gehört der Wohnplatz Masnick’s Häuslergut.
Sielow liegt an der Landesstraße 511 zwischen Dissen und der Cottbuser Stadtmitte. Im Norden erstreckt sich die Gemarkung bis zur Gemeindegrenze mit Drachhausen, somit hat Sielow Anteile am Naturschutzgebiet Biotopverbund Spreeaue.

## Geschichte und Etymologie

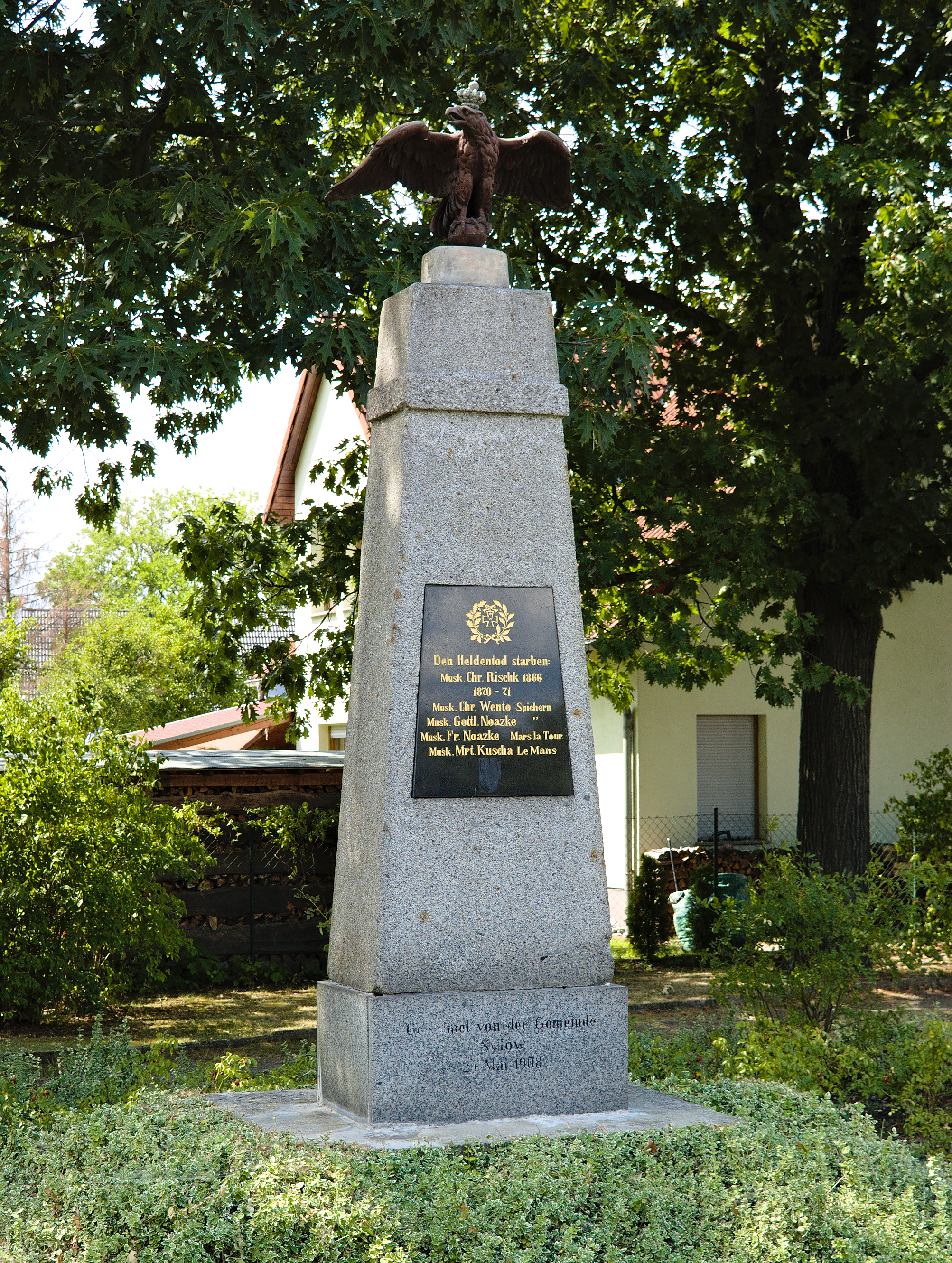
Kriegerdenkmal

Sielow wurde vermutlich im 13. Jahrhundert gegründet; die erste urkundliche Erwähnung findet sich in einer Urkunde vom 12. Juli 1449 als „Seylow“. Der Name leitet sich aus dem Wort Žyta ab, was in der sorbischen Sprache so viel wie „Wasserader“ bedeutet. Die Gemeinde vermutet diese geographische Besonderheit auch als Grundlage für die Ansiedlung. Ernst Eichler und Arnošt Muka leiten den Ortsnamen von einem sorbischen Personennamen ab. Über viele Jahrhunderte lebten die Einwohner vorwiegend von der Landwirtschaft. Im Dreißigjährigen Krieg fiel Sielow nahezu wüst, doch bereits aus dem Jahr 1644 sind neue Ansiedelungen überliefert.
Der Ort gehörte im 15. Jahrhundert zur Herrschaft Cottbus in der Mark Brandenburg bzw. später im Königreich Preußen und bildete dort mit den Dörfern Dissen und Striesow das Amt Sielow. Dieses wurde ca. 1780 aufgelöst und dem Amt Cottbus angegliedert. Nach dem Tilsiter Frieden kam Sielow im Jahr 1807 zum Königreich Sachsen, bevor es acht Jahre später nach den auf dem Wiener Kongress getroffenen Vereinbarungen wieder preußisch wurde. Bei der Gebietsreform im Jahr 1816 wurde Sielow dem Kreis Cottbus in der Provinz Brandenburg zugeordnet. Das Amt Cottbus wurde 1874 aufgelöst. Danach bildete Sielow mit Dissen und Striesow einen Amtsbezirk Sielow, der mit dem historischen Amt Sielow weitgehend deckungsgleich war.
Am 21. Mai 1899 wurde der Abschnitt Burg–Cottbus Westbahnhof der Spreewaldbahn eröffnet. Eine Betriebsstelle dieser Schmalspurbahn war am Kilometer 46,37 der Bahnhof Sielow, eine Haltestelle mit Überholungsgleis. Der Ort profitierte von dem Erstarken der Textilindustrie im nahegelegenen Cottbus. Ab dem 23. Januar 1921 war Sielow Standort eines preußischen Konzentrationslagers, indem „unerwünschte Ausländer“ inhaftiert waren. Nach zwei Jahren wurde das Lager aufgrund der dort herrschenden unmenschlichen Bedingungen wieder geschlossen.
Nach dem Zweiten Weltkrieg lag Sielow in der Sowjetischen Besatzungszone, der Amtsbezirk Sielow wurde 1945 aufgelöst. Bei der DDR-Kreisreform am 25. Juli 1952 wurde die Gemeinde dem Kreis Cottbus (ab 1954 Kreis Cottbus-Land) im Bezirk Cottbus zugeordnet. Nach der Wiedervereinigung wurden große Teile der LPG in ein Agrarunternehmen umgewandelt. Die Gemeinde Sielow lag zunächst im Landkreis Cottbus und wurde am 6. Dezember 1993 in die kreisfreie Stadt Cottbus eingemeindet.

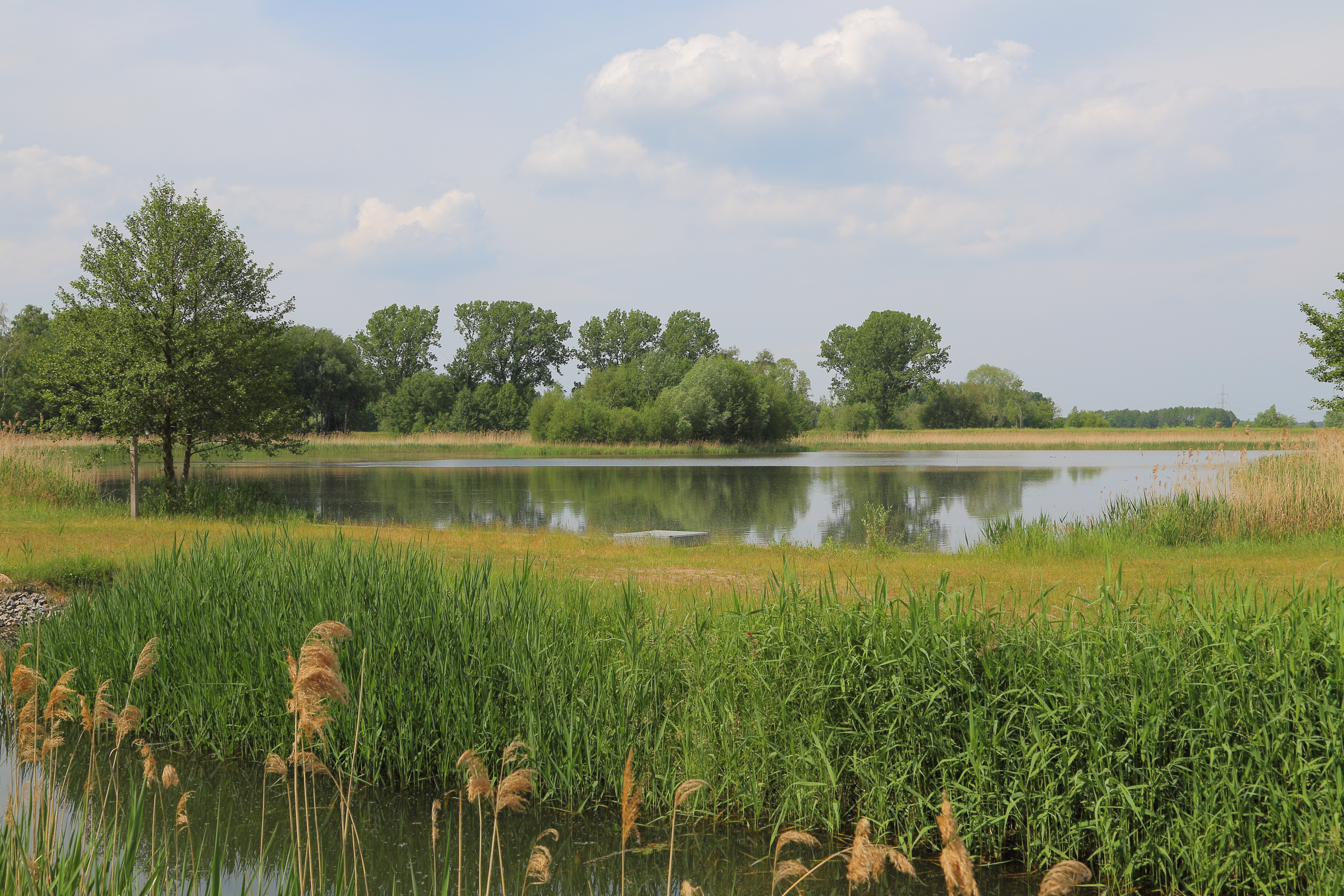
Der Modderteich im Biotopverbund Spreeaue

Zwischen Ende 2006 und Mitte 2007 wurden im Naturschutzgebiet Biotopverbund Spreeaue in der Gemarkung von Sielow mehrere Fischteiche angelegt. Die Teiche dienten unter anderem der Umsiedlung von Amphibien aus der für den Tagebau Cottbus-Nord abgebaggerten Teichlandschaft bei Lakoma.

## Sorbische Sprache
Noch bis ins 20. Jahrhundert hinein war die sorbische Sprache die Umgangssprache im Ort. Der Volkskundler Arnošt Muka zählte bei seinem Besuch des Ortes in den 1880er-Jahren 1095 Einwohner, von denen alle Sorben waren. Die Kirchengemeinde Dissen, zu der die Sielower Kirche als Filiale gehörte, bezeichnete er als „rein sorbisch“. Im Jahr 1956 hatten laut Ernst Tschernik noch 49,8 Prozent der Einwohner sorbische Sprachkenntnisse. Danach ging der Anteil der sorbischsprachigen Bevölkerung noch weiter zurück.
Seit 1998 gibt es in Sielow eine Kindertagesstätte, in der die Kinder nach dem Witaj-Projekt die sorbische Sprache erlernen. Diese war damals die erste Kita dieser Art in der Niederlausitz.

## Bevölkerungsentwicklung
| Jahr | Einwohner |
| ---- | --------- |
| 1875 | 1060      |
| 1890 | 1158      |
| 1910 | 1387      |

| Jahr | Einwohner |
| ---- | --------- |
| 1925 | 1524      |
| 1933 | 1808      |
| 1939 | 1826      |

| Jahr | Einwohner |
| ---- | --------- |
| 1946 | 2063      |
| 1950 | 1994      |
| 1964 | 1808      |

| Jahr | Einwohner |
| ---- | --------- |
| 1971 | 1814      |
| 1981 | 1702      |
| 1985 | 1687      |

| Jahr | Einwohner |
| ---- | --------- |
| 1989 | 1671      |
| 1992 | 1739      |

Gebietsstand des jeweiligen Jahres

## Sehenswürdigkeiten

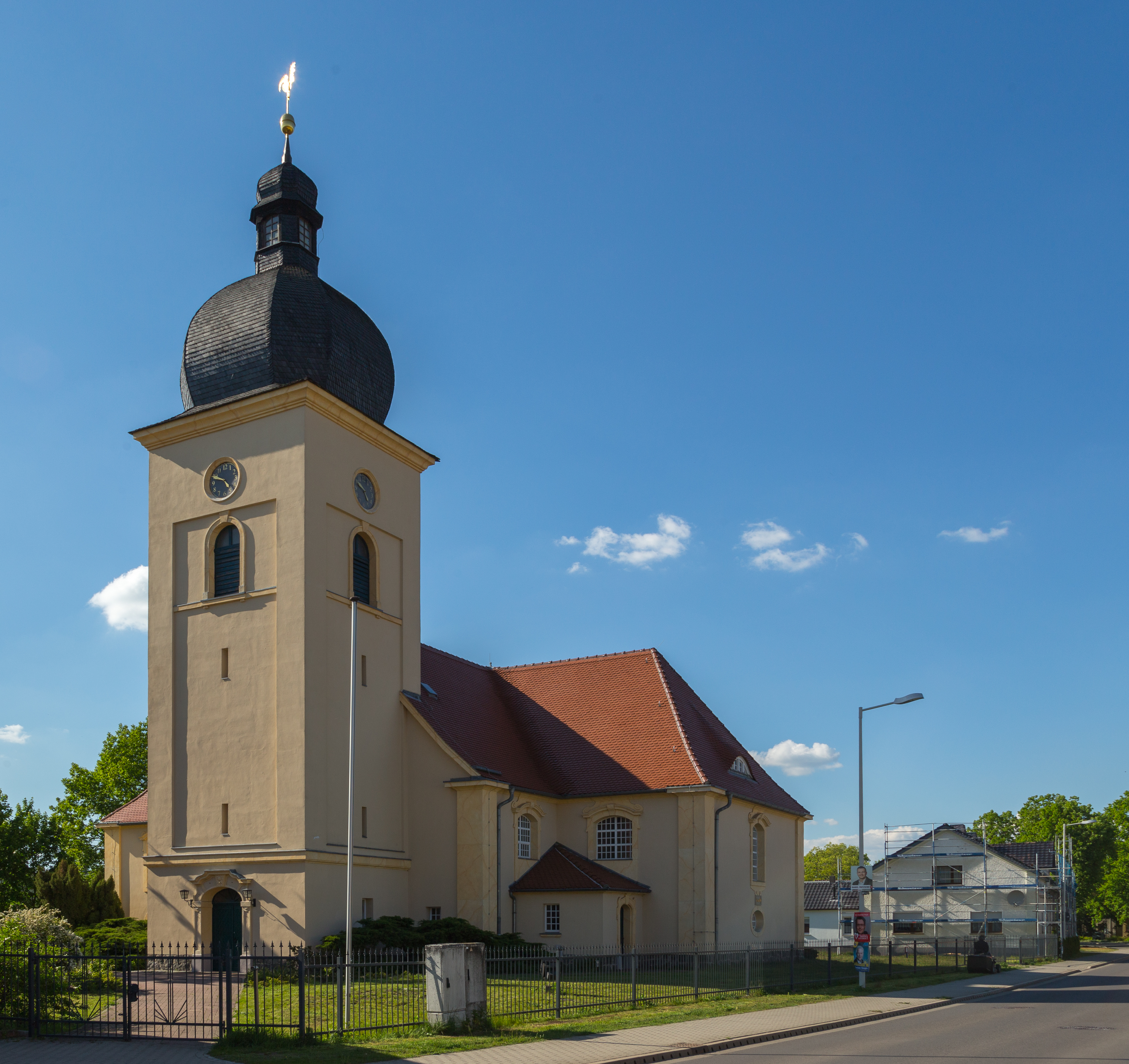
Dorfkirche Sielow

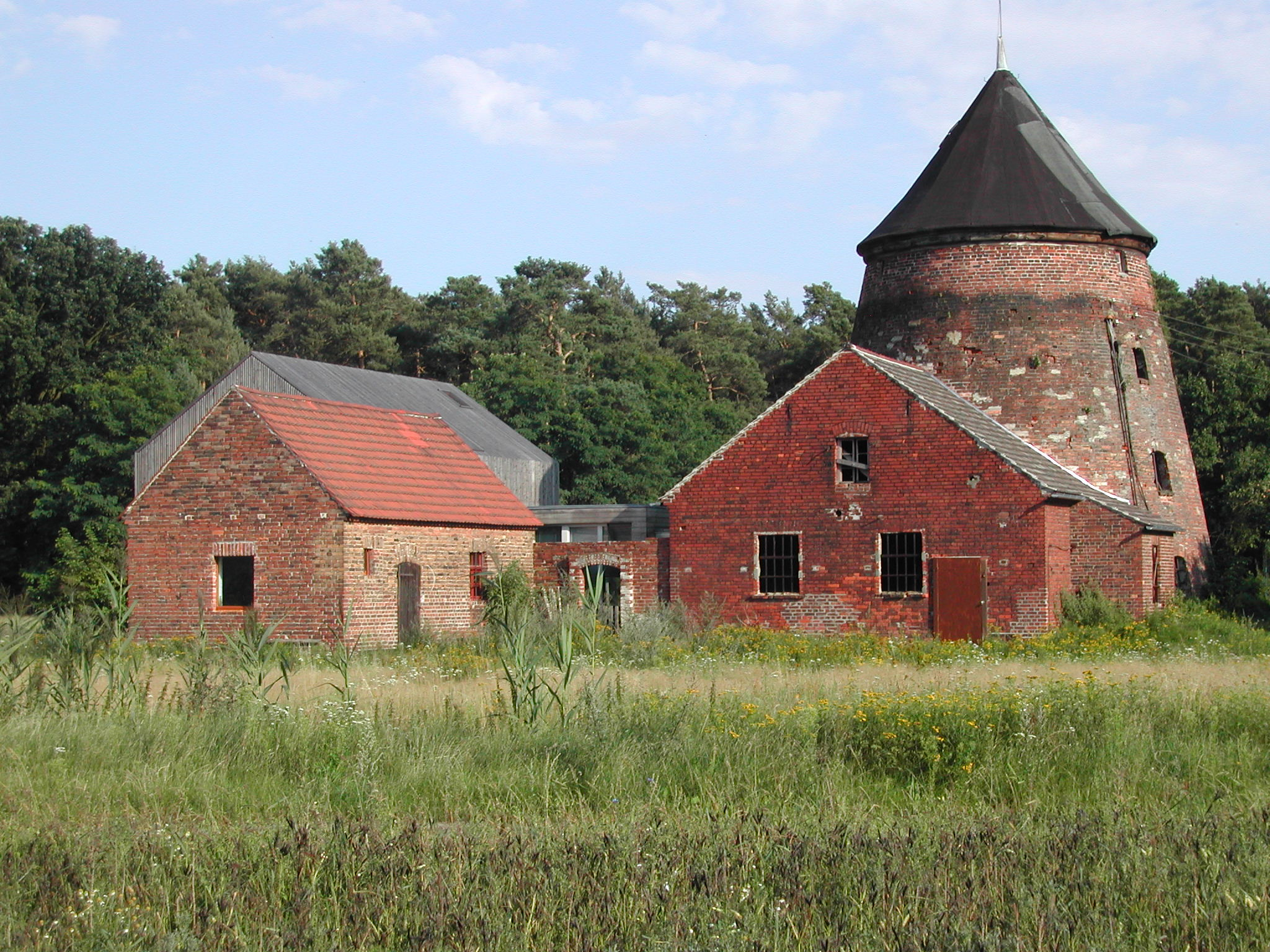
Holländerwindmühle Sielow

- Die Dorfkirche Sielow wurde 1906 als neubarocke Saalkirche errichtet. Zur Kirchenausstattung gehört unter anderem ein Altarretabel aus der Zeit um 1600. Es besteht aus einem Ädikula-Aufbau mit Beschlagwerk. Im Altarblatt ist ein Relief eingearbeitet, dass Mariäs Aufnahme in den Himmel zeigt. Es stammt ursprünglich aus dem Mittschrein eines Schnitzaltars aus dem zweiten Drittel des 15. Jahrhunderts. In den Nischen des Aufbaus sind Paulus von Tarsus und Simon Petrus zu sehen; im Altarauszug das Abendmahl Jesu.
- Die Holländerwindmühle Sielow wurde 1845 als Getreidemühle gebaut. Seit 1900 wurde sie von einem Motor angetrieben, die heutige Mühlenausstattung stammt aus den 1930er-Jahren. Ab 2004 wurde die baufällige Mühle gesichert, saniert und um ein Wohngebäude ergänzt.

## Einrichtungen und Vereine

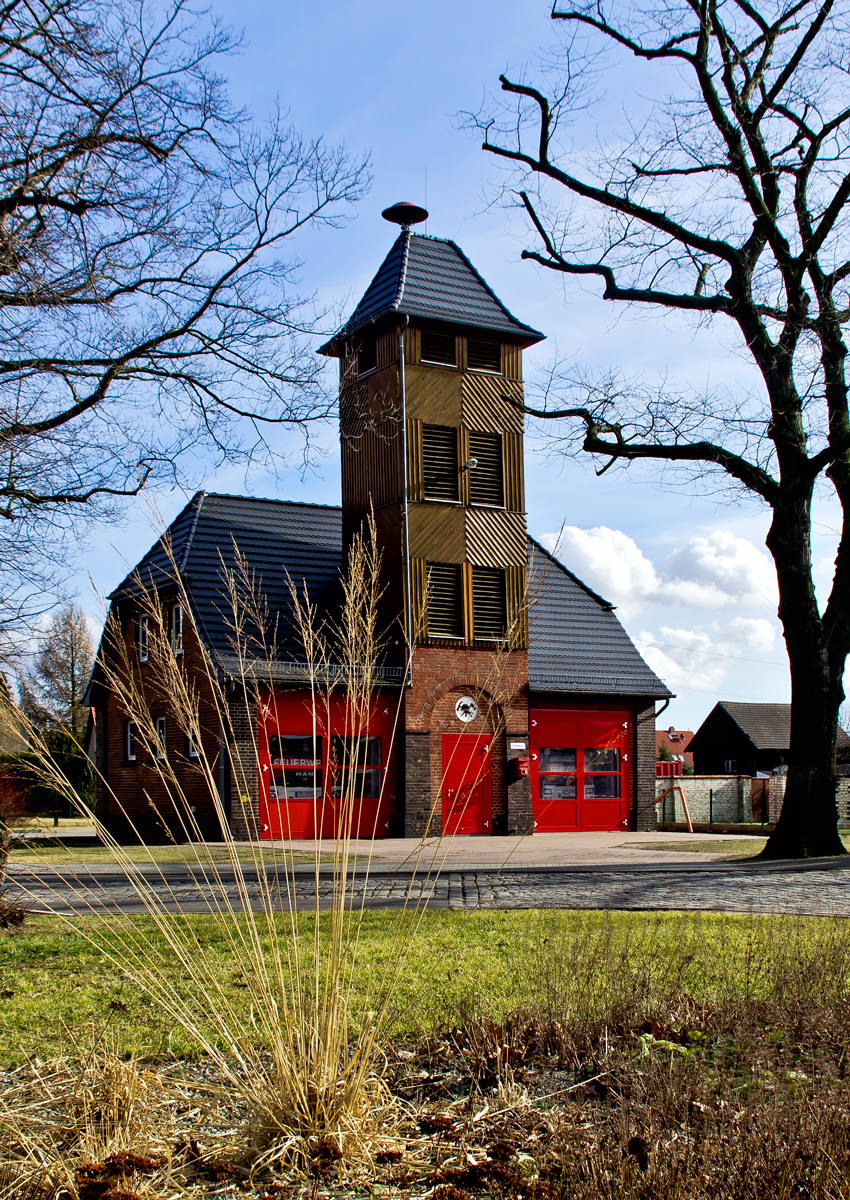
Feuerwehrhaus in Sielow

In Sielow gibt es eine Grundschule, ein Hort und zwei Kindergärten; darunter die Witaj-Kita „Mato Rizo“. Die Freiwillige Feuerwehr wurde vermutlich vor 1913 gegründet und erhielt im Jahr 1935 ein Gerätehaus.
Im Ort sind mehr als 20 Vereine aktiv. Der örtliche Sportverein ist die SG Sielow. Weitere aktive Vereine sind unter anderem der Bürgerverein Sielow, die Domowina-Ortsgruppe und der Reitverein Sielow. Jährlich findet in Sielow das Fest des Hahnrupfens statt.

## Persönlichkeiten
- Jurij Koch (* 1936), Schriftsteller; lebt in Sielow
- Reinhard Lauck (1946–1997), Fußballspieler und Nationalspieler der DDR, Goldmedaillengewinner bei den Olympischen Sommerspielen 1976; in Sielow geboren
- Horst Krautzig (* 1952), Fußballspieler; in Sielow geboren